# Rhodobryum preussii
Rhodobryum preussii är en bladmossart som beskrevs av Jean Édouard Gabriel Narcisse Paris 1898. Rhodobryum preussii ingår i släktet rosmossor, och familjen Bryaceae. Inga underarter finns listade i Catalogue of Life.